# Torneo WTA de Melbourne I 2022
El  Melbourne Summer Set Open I 2022 fue un torneo del WTA Tour 2022. Se jugó en canchas duras al aire libre en Melbourne, Australia. Fue programado como un torneo preparatorio al Abierto de Australia 2021, y fue llevado a cabo en simultáneo con el Melbourne Summer Set II 2022.

## Cabezas de serie

### Individuales femenino
| Tenista              | Ranking | Preclasificada |
| Naomi Osaka          | 13      | 1              |
| Simona Halep         | 20      | 2              |
| Veronika Kudermétova | 31      | 3              |
| Camila Giorgi        | 33      | 4              |
| Liudmila Samsónova   | 38      | 5              |
| Viktorija Golubic    | 43      | 6              |
| Tereza Martincová    | 48      | 7              |
| Kateřina Siniaková   | 49      | 8              |
| Alison Riske         | 50      | 9              |

- Ranking del 27 de diciembre de 2021.[3]

### Dobles femenino
| Tenista                            | Ranking | Preclasificada |
| Veronika Kudermétova Elise Mertens | 18      | 1              |
| Asia Muhammad Jessica Pegula       | 95      | 2              |
| Viktória Kužmová Vera Zvonareva    | 102     | 3              |
| Greet Minnen Ellen Perez           | 119     | 4              |
| Miyu Kato Sabrina Santamaria       | 138     | 5              |

## Campeonas

### Individual femenino
Simona  Halep venció a  Veronika Kudermétova por 6-2, 6-3 

### Dobles femenino
Asia Muhammad /  Jessica Pegula vencieron a  Sara Errani /  Jasmine Paolini por 6-3, 6-1